# Pommersche Schweiz

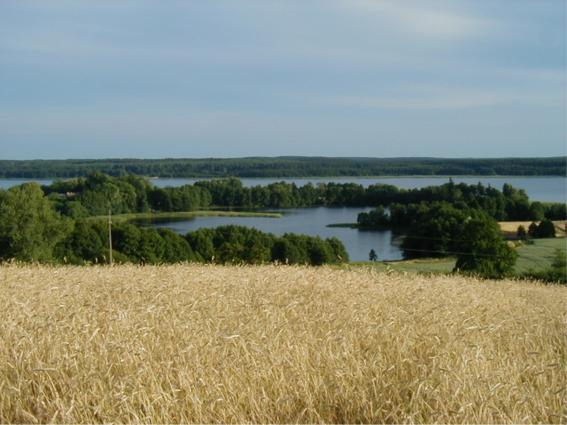
Jezioro Lubie (Großer Lübbesee)

Die Pommersche Schweiz (polnisch: Szwajcaria Pomorska) ist eine Hügellandschaft in Pommern in der polnischen Woiwodschaft Westpommern. Sie ist ein Teilgebiet der Westpommerschen Seenplatte auf dem Baltischen Landrücken. Im Polnischen hat sich der Begriff der Pommerschen Schweiz nicht etabliert und wird nur selten benutzt. In Polen ist regelmäßig von der Dramburger Seenplatte (polnisch: Pojezierze Drawskie) die Rede, wenn die Pommersche Schweiz gemeint ist. Das Gebiet um Połczyn-Zdrój (Bad Polzin) wird dagegen im Polnischen als Polziner Schweiz (polnisch: Szwajcaria Połczyńska) bezeichnet.

## Geographische Lage
Die Pommersche Schweiz liegt ca. 30 km westlich von Szczecinek und erstreckt sich von Połczyn-Zdrój (Bad Polzin) im Norden bis Drawsko Pomorskie (Dramburg) im Südwesten und Złocieniec (Falkenburg) sowie Czaplinek (Tempelburg) am Jezioro Drawsko (Dratzigsee) im Süden. Durch die Region verläuft die Teilstrecke Polzin–Tempelburg der Landstraße 163. Die Hügellandschaft der Pommerschen Schweiz erhebt sich bis ca. 250 Meter über NN.

## Landschaftsbild
Die etwa 150 Meter über dem Meeresspiegel liegende Hügellandschaft wird durch zahlreiche Seen, Bäche und bewaldete Schluchten geprägt und durch idyllische, an Seeufern und Hängen liegende alte Kleinstädte mit teilweise mittelalterlicher Bausubstanz, wie etwa Tempelburg oder Falkenburg. An manchen Südhängen, so nördlich des Gr. Kammerer Sees, gibt es Weinberge. Als besonders malerisch gilt das ca. 3 km südlich von Polzin beginnende und sich von dort aus in südöstlicher Richtung erstreckende Tal von Fünfsee, eine stellenweise nur 100 Meter breite Schlucht, die von steilen bis zu 70 Meter hohen Hängen begrenzt wird und in der sich fünf kleine Seen aneinanderreihen, die das Quellgebiet der Drawa bilden. Von Norden nach Süden sind dies: der Obere See (Jezioro Krzywe), der Runde See (Krąg), der Lange See (Jezioro Długie), der Tiefe See (Jezioro Głębokie, 45 Meter tief) und der Kleine See (Jezioro Małe). Im Zentrum der Region liegt der 18,7 Quadratkilometer große buchtenreiche Dratzigsee, der mit 83 Metern Tiefe bis zum Ende des Zweiten Weltkriegs der tiefste See Norddeutschlands war.